# Hierodula nicobarica
Hierodula nicobarica är en bönsyrseart som beskrevs av Mukherjee 1995. Hierodula nicobarica ingår i släktet Hierodula och familjen Mantidae. Inga underarter finns listade i Catalogue of Life.